# Simulium tandrokum
Simulium tandrokum är en tvåvingeart som beskrevs av Pilaka och Elouard 1999. Simulium tandrokum ingår i släktet Simulium och familjen knott.
Artens utbredningsområde är Madagaskar. Inga underarter finns listade i Catalogue of Life.